# توروس تورامانیان
توروس تورامانیان (ارمنی: Թորոս Թորամանեան؛ ۱۸ مارس ۱۸۶۴ – ۱ مارس ۱۹۳۴) معمار و تاریخ‌نگار معماری اهل ارمنستان بود. وی به عنوان «پدر تاریخ‌نگاری معماری ارمنستان» شمرده می‌شود.
آثار علمی تورامانیان راه را برای یوسف استرژگوفسکی هموار کرد، استرژگوفسکی پس از مطالعه طولانی و مفصل معماری مسیحی به این نتیجه رسید که معماری ارمنی نقش بسزایی در توسعه معماری بیزانس و بعدها معماری اروپای غربی دارد. در سال ۱۹۲۰ در طول جنگ ترکیه و ارمنستان، ترمانیان بخش بزرگی از مطالعات علمی خود را از دست داد. او در سال ۱۹۳۴ در ایروان درگذشت و در ساحل رودخانه هرازدان به خاک سپرده شد.

## زندگی‌نامه
توروس تورامانیان در سال ۱۸۶۴ در شهر شبینکاراهیسار (به زبان ارمنی Շապին-Գարահիսար) امپراتوری عثمانی به دنیا آمد. او معماری را در آکادمی هنرهای زیبا در قسطنطنیه و سپس در سوربن پاریس تحصیل کرد و سپس به مطالعه دقیق بقایای بناهای معماری قرون وسطی ارمنستان پرداخت.
کار علمی تورامانیان راه را برای محقق بزرگ جوزف استریگوفسکی هموار کرد که پس از مطالعه طولانی و دقیق معماری مسیحی به این نتیجه رسید که معماری ارمنی نقش بسزایی در توسعه معماری بیزانس و بعدها معماری اروپای غربی داشته‌است. در سال ۱۹۲۰، در طول جنگ ترکیه و ارمنستان، تورامانیان بخش بزرگی از مطالعات علمی خود را از دست داد. وی در سال ۱۹۳۴ در ایروان درگذشت و در حاشیه رودخانه هرازدان به خاک سپرده شد.

## کارها
کتاب "Niuter Hay Jartarapetutian Patmutian" (مصالح برای تاریخ معماری ارمنستان) جلد ۱ (ایروان: ۱۹۴۲) و جلد ۲ (ایروان: 1948)

## نگارخانه

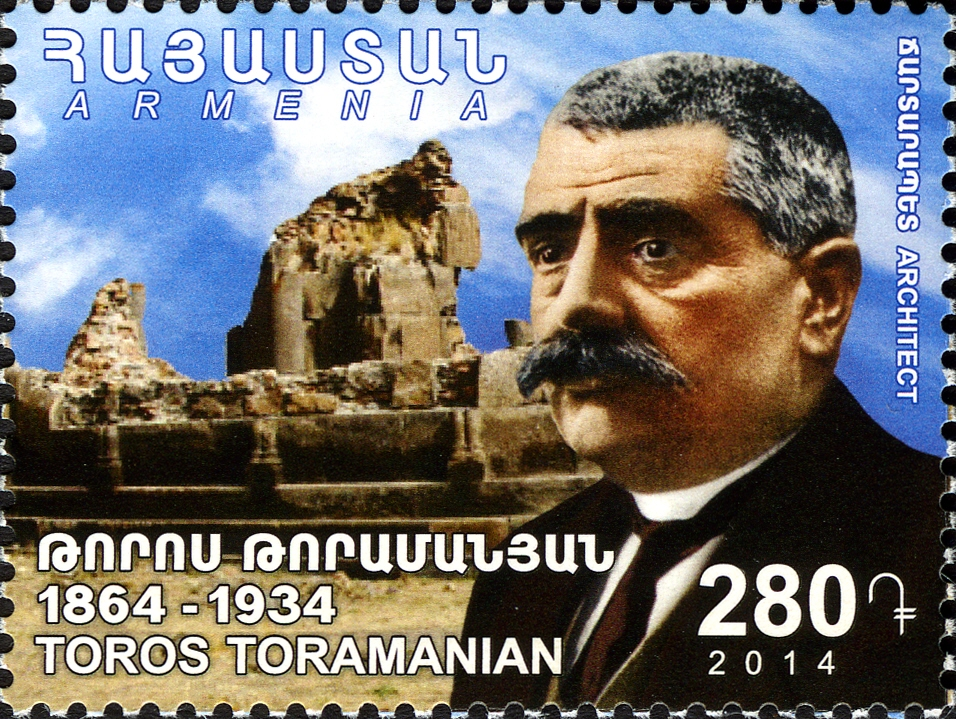
تمبر یادبود توروس تورمانیان (ارمنستان ۲۰۱۴)
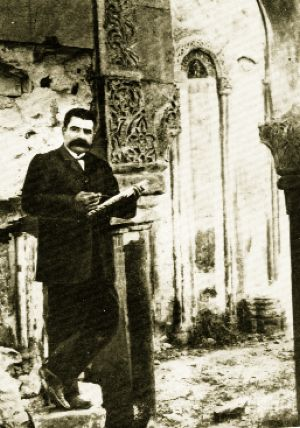
توروس تورمانیان در شهر آنی (۱۹۰۷)
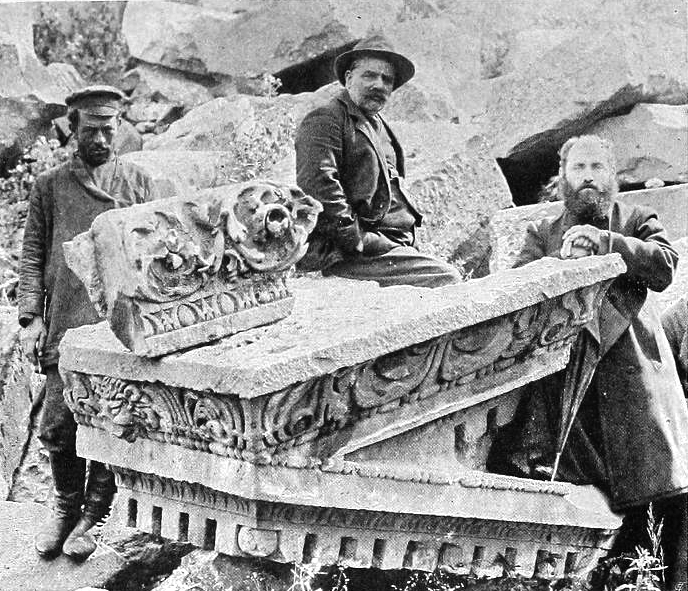
بخشی از ویرانه گارنی
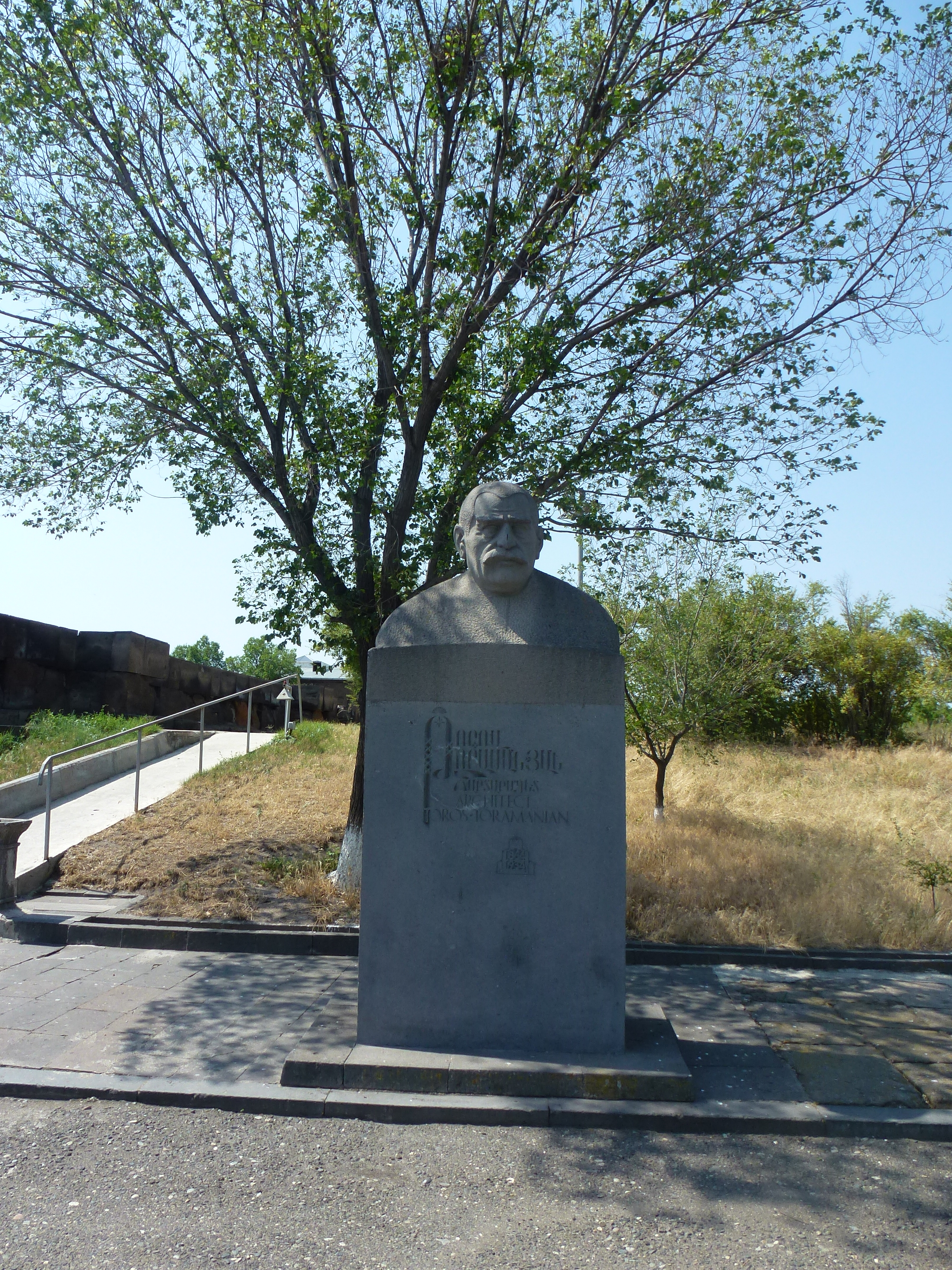
نیم‌تنه توروس تورمانیان در محوطه زوارتنوتس (تاریخی)
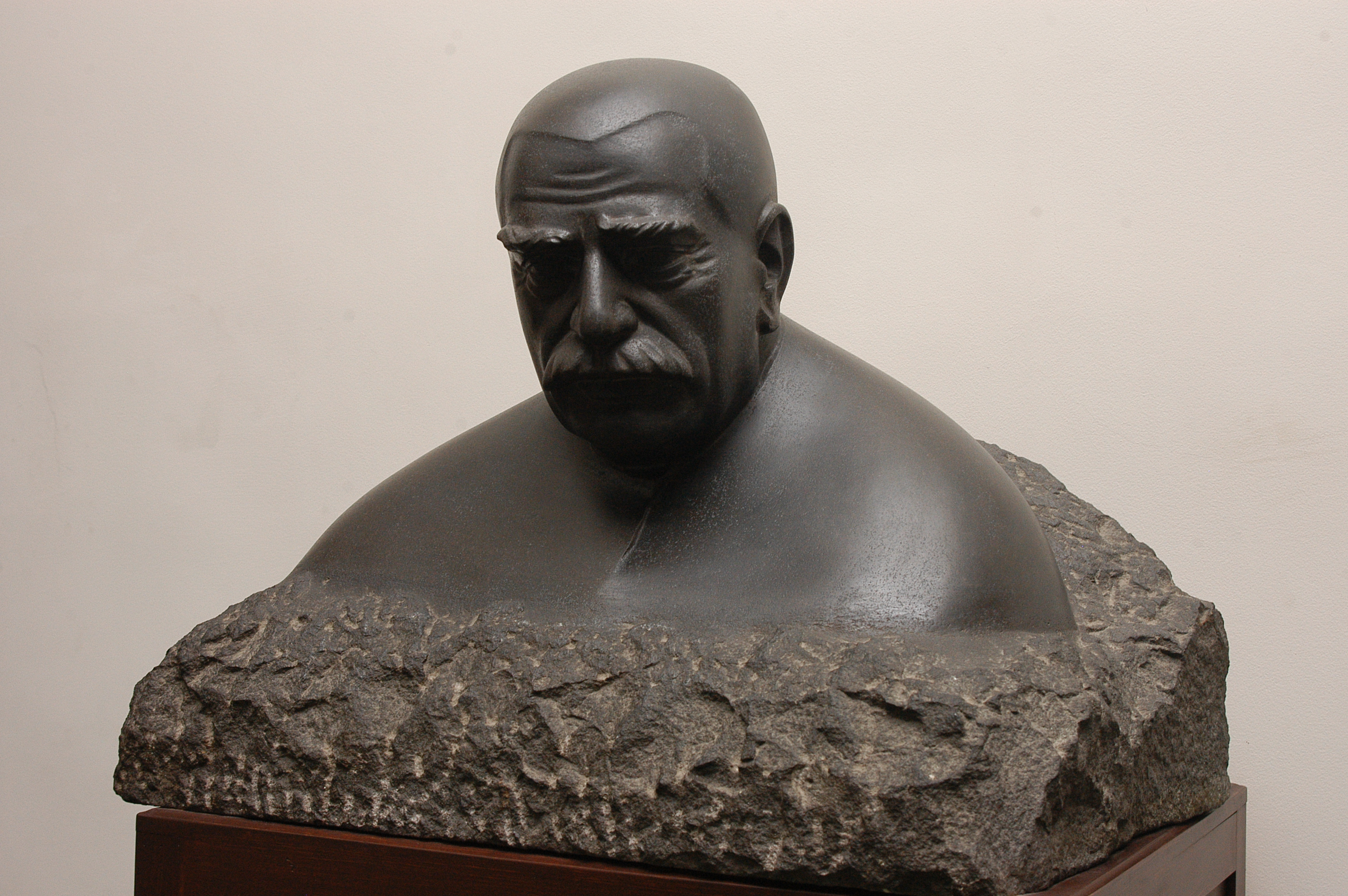
Թորոս Թորամանյանի բազալտե  դիմաքանդակը در نگارخانه ملی ارمنستان, حجاری آرا سارگسیان
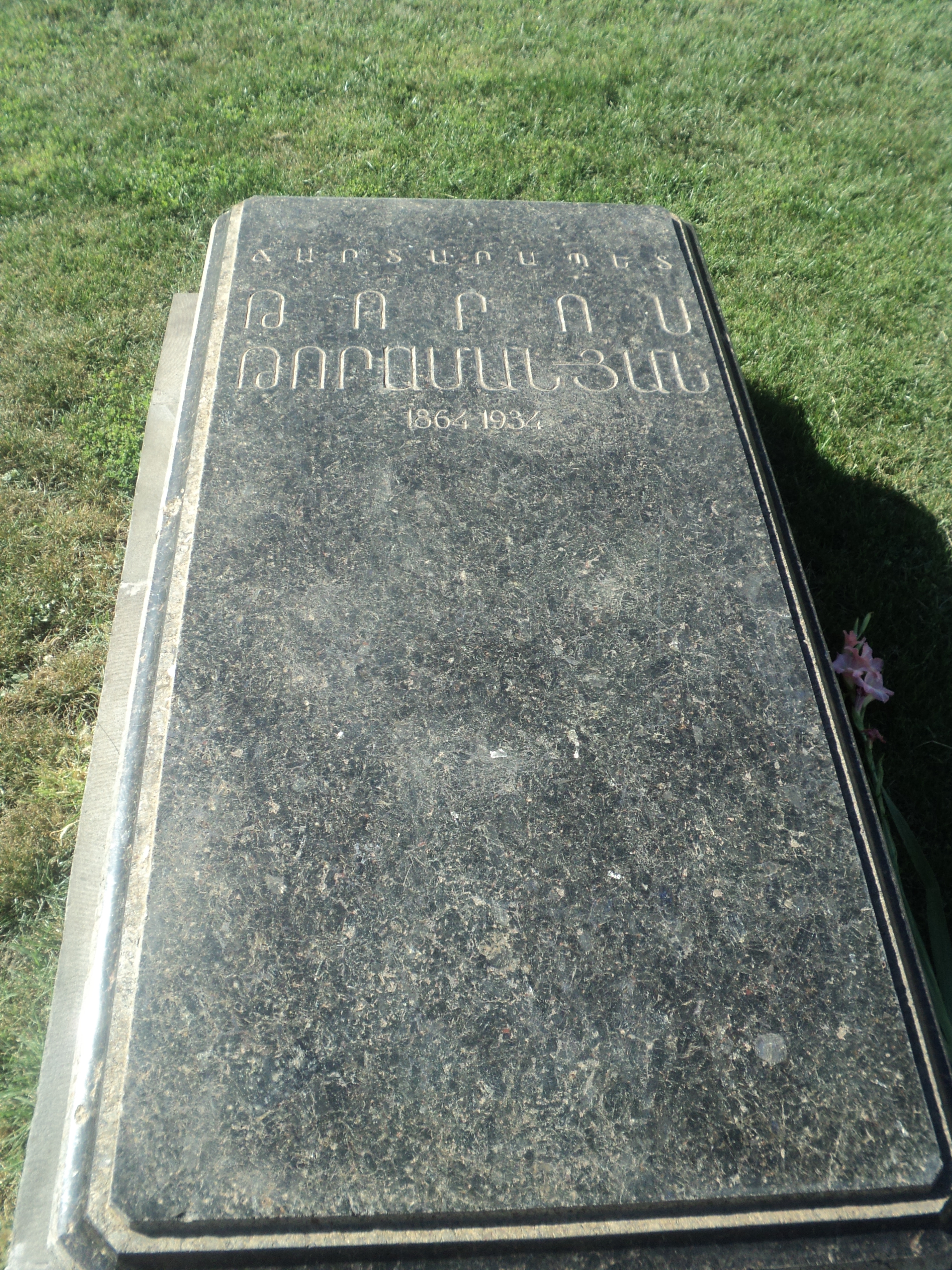
آرامگاه توروس تورمانیان در پانتئون کومیتاس
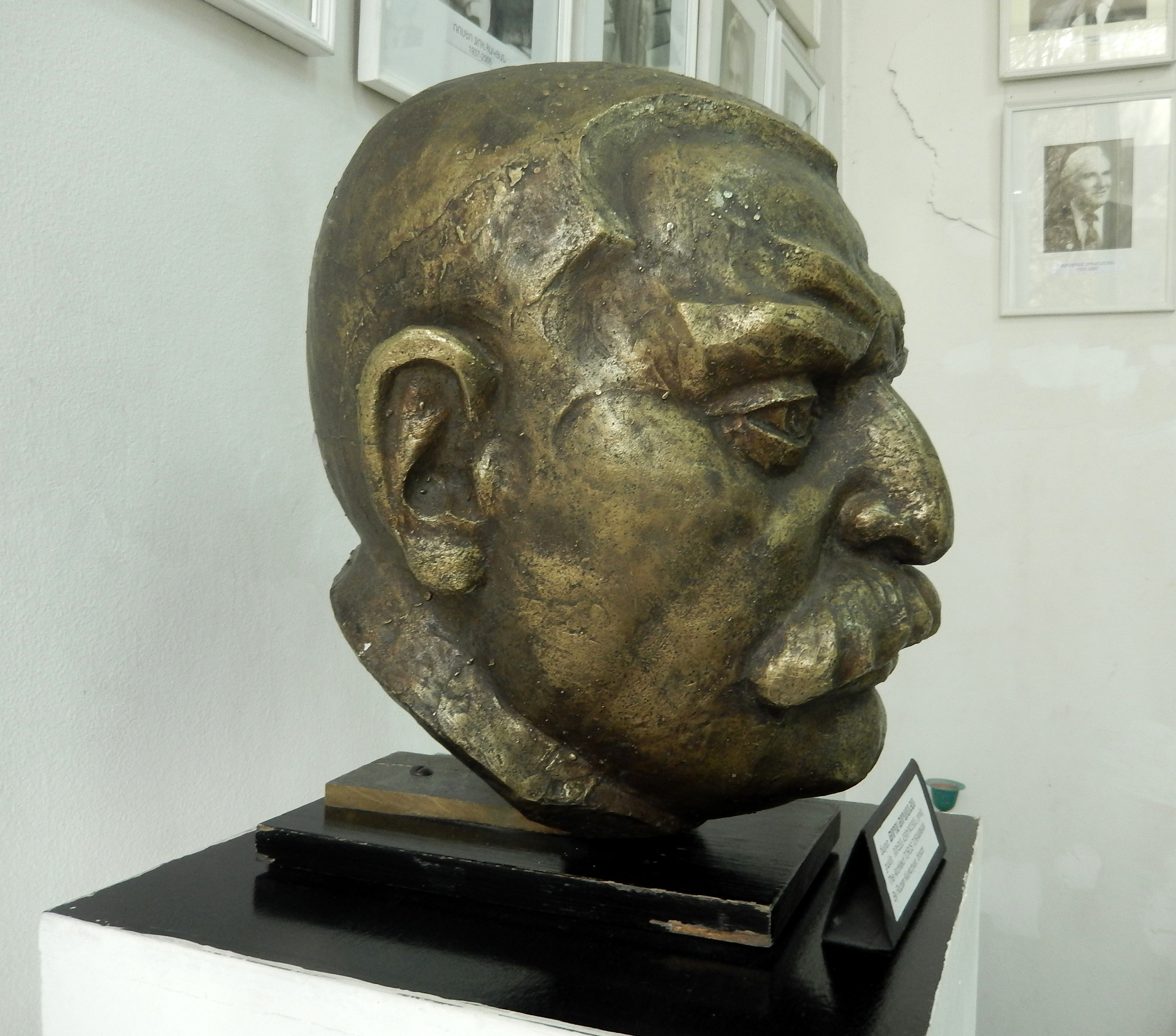
Թորոս Թորամանյանի դիմաքանդակը Ալեքսանդր Թամանյանի անվան ճարտարապետության ազգային թանգարան-ինստիտուտում, քանդակագործ` Ռուզան Քյուրքչյան
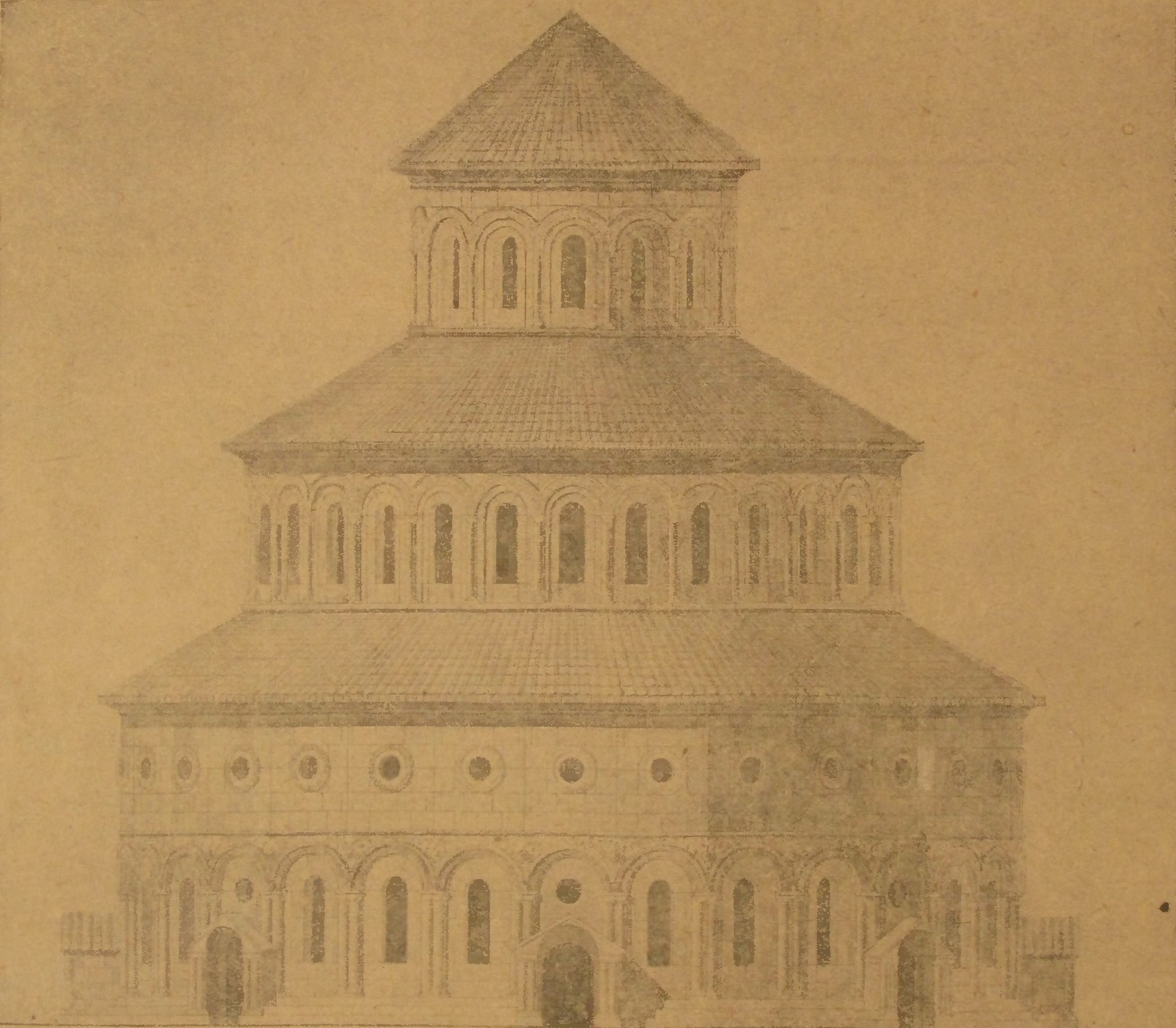